# Mycogelidiaceae
Mycogelidiaceae är en familj av svampar. Mycogelidiaceae ingår i ordningen Atractiellales, klassen Atractiellomycetes, divisionen basidiesvampar och riket svampar.
|                 | Saccoblastiaceae               |
|                 |                                |
|                 | Phleogenaceae                  |
|                 |                                |
| Mycogelidiaceae | \| \| Mycogelidium \| \| \| \| |
|                 | \| \| Mycogelidium \| \| \| \| |
|                 | Atractogloeaceae               |
|                 |                                |
|                 | Leucogloea                     |
|                 |                                |
|                 | Hobsonia                       |
|                 |                                |
|                 | Mycogelidium                   |
|                 |                                |

|  | Mycogelidium |
|  |              |